# Île Veslařský
L'île Veslarsky (en français, littéralement l'île d'aviron) est une île fluviale située sur la Vltava à Prague. Elle se trouve sur les rives du quartier de Podolí, à peu près au niveau opposé de l'île Císařsky. 

## Histoire
L'île est déjà mentionnée en 1420. Elle a été créée principalement par le fait que le sable était inondé par un blocage occasionnel du lit de la rivière dans un rétrécissement. Les Schwarzenberg ont aménagé un petit port et une installation de stockage de bois provenant de la forêt de Bohême. L'île a ainsi longtemps porté le nom d'Île Schwarzenberg (île Švarcenberg), sous lequel elle est encore connue.
Lorsque l'importance du flottage du bois a diminué, l'île s'est progressivement transformée en lieu de sport. L'île a été prolongée artificiellement par le naufrage d'un cargo pour accélérer le dépôt des dépôts fluviaux. Une publicité de 1929 invitait à la visiter: «Piscine pour petits et grands, équipement de gymnastique, ping-pong, volley-ball, coin pour enfants, tout le confort à l’air libre se trouvent sur le terrain de jeu DTJ Č. Visitez ces installations."

## Description
L'île est reliée à la rive droite de la Vltava par un pont en béton précontraint. Elle tient lieu de digue pour le port de plaisance de Podoli où est basé le Yacht Club Tatran. On y trouve des salles de sport, des cours et d'autres installations sportives d'aviron (d'où son nom). La célèbre course d'aviron de Prague débute également traditionnellement sur l'île. Il existe également un dispositif de collecte permettant de prélever de l’eau de la Vltava dans la station d'épuration de Podoli située à proximité. 

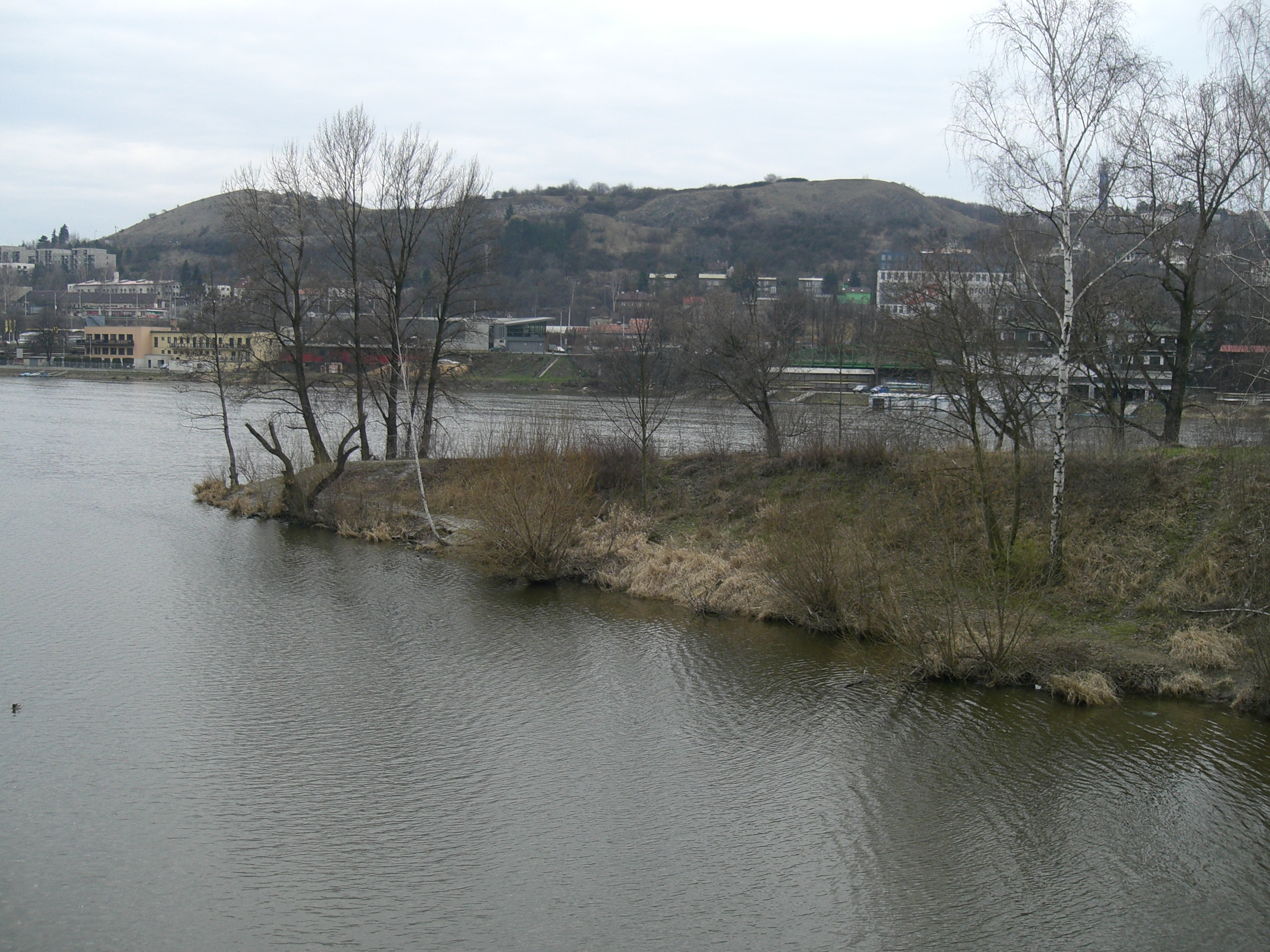
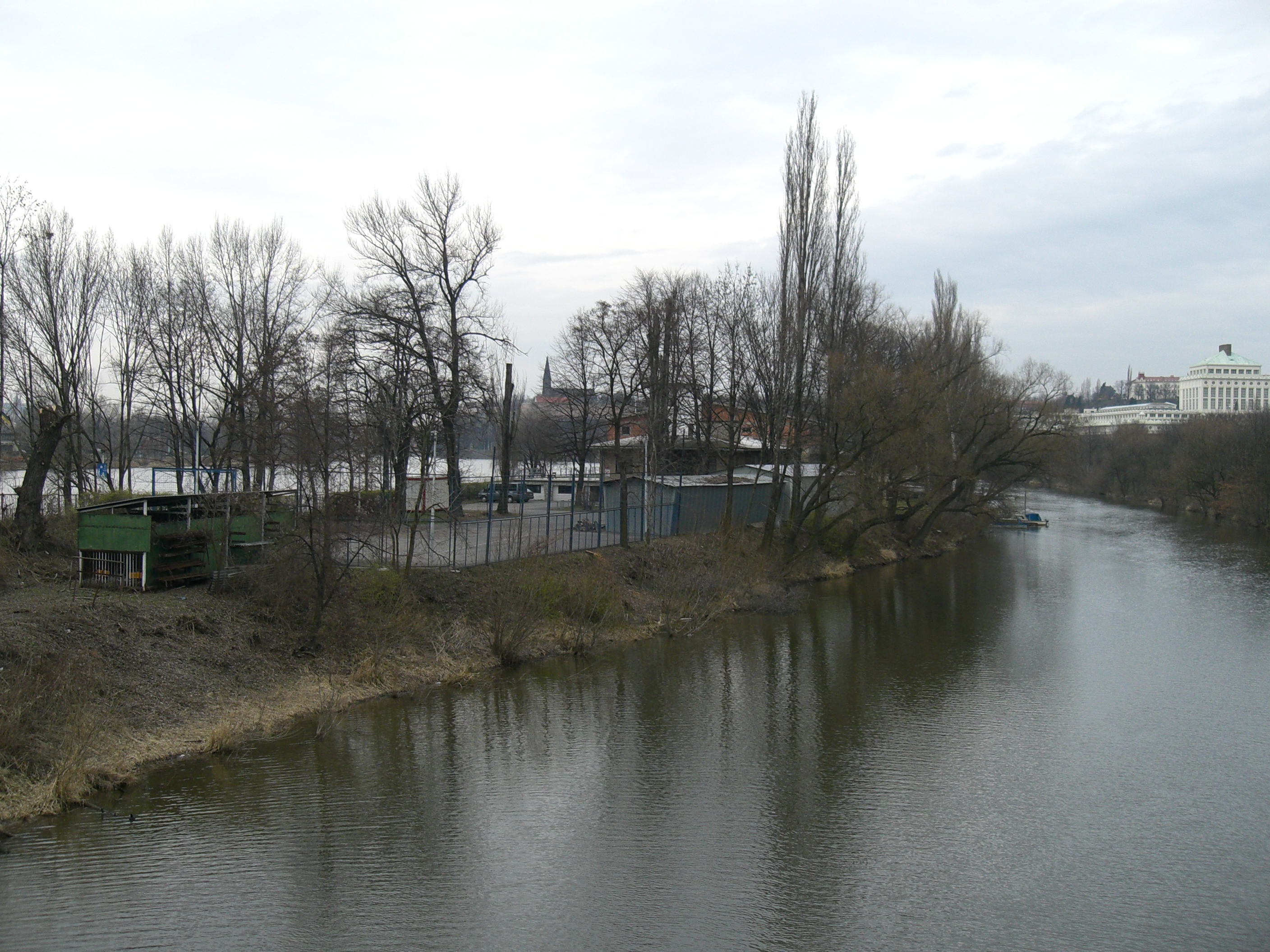

## Lieux environnants
- Pont Veslarsky
- Port de Podolski
- Station d'épuration de Podoli
- Piscine Podolí

### Littérature
- Jiří Bartoň et al.: Prague 4 . Prague: Informatorium, 2001.